# Josefstadt (Wiener Bezirksteil)
Die Josefstadt war eine Vorstadt Wiens und ist seit ihrer Eingemeindung 1850/61 der namensgebende Bezirksteil des 8. Wiener Gemeindebezirks Josefstadt.

## Geographie
Innerhalb des Gemeindebezirks nimmt der Bezirksteil im Wesentlichen das Gebiet zwischen der Florianigasse im Norden und der Josefstädter Straße im Süden ein. Im Südosten gehören auch noch die Straßenzüge der Langen Gasse südlich der Josefstädter Straße sowie der Josefsgasse und der Trautsongasse zum Bezirksteil Josefstadt.
Im Westen grenzt die ehemalige Vorstadt an den jenseits der Wiener Gürtels gelegenen Gemeindebezirk Ottakring, im Osten an den jenseits der Zweierlinie gelegenen Gemeindebezirk Innere Stadt sowie im Südosten an den Gemeindebezirk Neubau. Der Bezirksteil Josefstadt hat gemeinsame Grenzen mit den vier weiteren Bezirksteilen: im Norden mit der Alservorstadt und Breitenfeld, im Süden mit Altlerchenfeld und dem Strozzigrund.
Bis auf den Hamerlingpark befinden sich keine größeren Grünflächen in der Josefstadt, die ehemalige Vorstadt ist heute ein dicht verbautes Wohngebiet.
Der größte Teil des Gebiets ist von der Stadt Wien als bauliche Schutzzone Josefstadt definiert.

## Geschichte

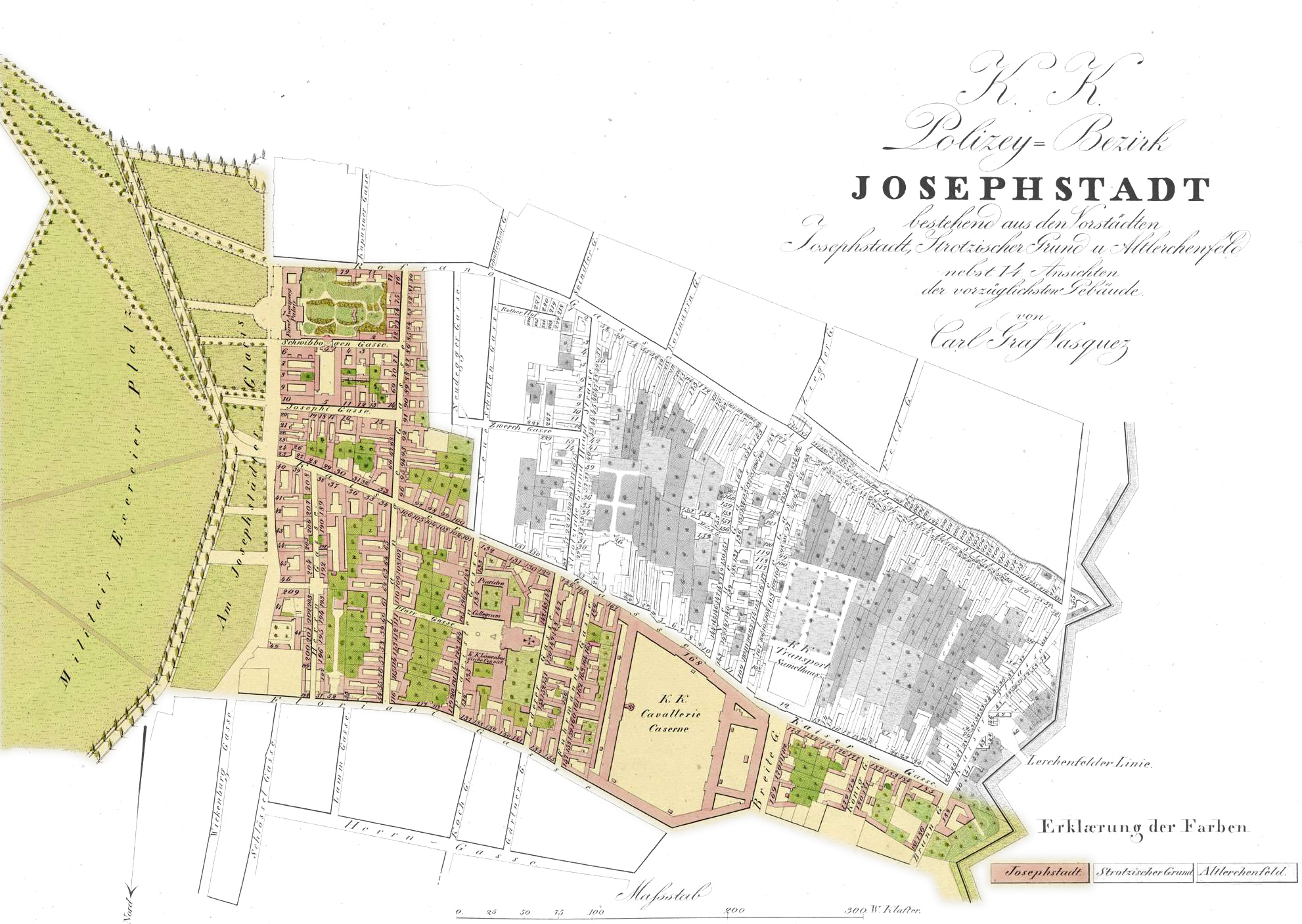
Plan der Josefstadt um 1830

Das Gebiet zwischen Ottakringerbach und Alserbach war seit dem 12. Jahrhundert im Besitz des Schottenstifts. Nach der Zweiten Wiener Türkenbelagerung von 1683 wurde mit der Bebauung der Gründe begonnen, wobei der 1491 erstmals erwähnte Rote Hof den historischen Kern der späteren Vorstadt bildete. Dieser Gutshof wurde 1690 von Marchese Hippolyto Malaspina erworben und die dazugehörigen Gründe parzelliert. Bis 1700 befanden sich hier bereits 60 Häuser. In diesem Jahr verkaufte Malaspina die Siedlung an die Gemeinde Wien, die nun nach dem späteren Kaiser Joseph I. benannt wurde.
1772 wurde mit dem Bau der Josefstädter Kaserne begonnen, an deren Stelle nach 1910 das Stadtviertel um den Hamerlingplatz angelegt wurde. 1850 wurde die Eingemeindung der Vorstädte Wiens beschlossen; die Josefstadt wurde damit zum 7. Bezirk. Die 1861 erfolgte Trennung von Wieden (4. Bezirk) und Margareten (nunmehr 5. Bezirk) machte die Änderung der Bezirksnummer erforderlich; seither ist die Josefstadt der namensgebende Bezirksteil des 8. Wiener Gemeindebezirks.

## Kultur und Sehenswürdigkeiten

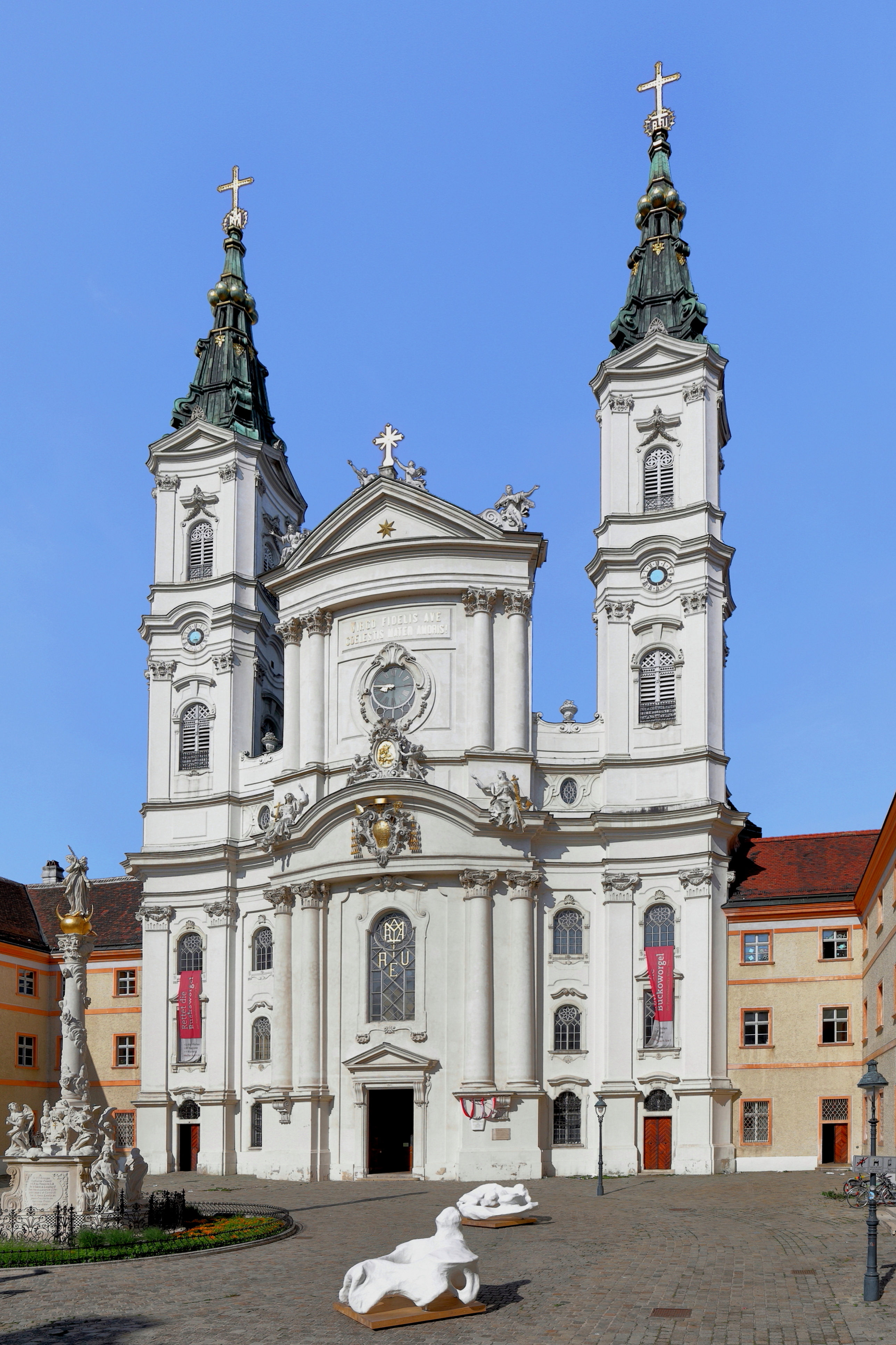
Piaristenkirche Maria Treu

Die Piaristenkirche Maria Treu ist eine barocke römisch-katholische Pfarrkirche im Zentrum des Bezirksteils. Das bedeutendste Kirchengebäude der Josefstadt steht im Rang einer Basilica minor.
Im äußersten Südosten des Bezirksteils steht das barocke Palais Auersperg, das von 1706 bis 1710 nach den Plänen der Architekten Johann Bernhard Fischer von Erlach und Johann Lucas von Hildebrandt erbaut wurde. Ein weiteres barockes Palais ist das um 1700 errichtete Palais Damian in der Langen Gasse.
Das 1788 eröffnete Theater in der Josefstadt ist das älteste noch bespielte Theater Wiens. In der Josefsgasse befindet sich Vienna’s English Theatre. Hier steht auch der Antisemitenhof, der nach antisemitischen Zeitungen, die hier ihren Sitz hatten, benannt wurde.

## Wirtschaft und Infrastruktur
Bei der Piaristenkirche Maria Treu ist das Bundesgymnasium Wien 8 untergebracht. Das Café Hummel ist ein Traditionskaffeehaus in der Josefstädter Straße. In der Josefsgasse befindet sich die Firmenzentrale des Waffenhändlers Joh. Springer’s Erben.
An der Ostgrenze der Josefstadt befindet sich die U-Bahn-Station Rathaus und an der Westgrenze die U-Bahn-Station Josefstädter Straße, in die mit dem Café Carina ein bekanntes Künstler- und Musik-Café integriert ist.

## Persönlichkeiten
- Johann Ferdinand Hetzendorf von Hohenberg (1732–1816), frühklassizistischer Architekt
- Jetty Treffz, verheiratet Henriette Strauß-Treffz (1818–1878), Opernsängerin, die erste Frau von Johann Strauss Sohn